# Motocross-Weltmeisterschaft 2018
Die Motocross-Weltmeisterschaft 2018 war die 62. Saison der Motocross-Weltmeisterschaft.
Die Saison begann am 4. März im argentinischen Neuquén und endete am 30. September im italienischen Imola.

## Übersicht

### Rennkalender
| #  | Datum             | Rennen                                  | Ort                 |
| -- | ----------------- | --------------------------------------- | ------------------- |
| 1  | 3.–4. März        | Großer Preis von Patagonien-Argentinien | Neuquén             |
| 2  | 17.–18. März      | Großer Preis von Europa                 | Valkenswaard        |
| 3  | 24.–25. März      | Großer Preis von Valencia               | Vilafamés           |
| 4  | 7.–8. April       | Großer Preis von Trentino               | Pietramurata        |
| 5  | 14.–15. April     | Großer Preis von Portugal               | Águeda              |
| 6  | 1. Mai            | Großer Preis von Russland               | Orljonok            |
| 7  | 12.–13. Mai       | Großer Preis von Lettland               | Ķegums              |
| 8  | 19.–20. Mai       | Großer Preis von Deutschland            | Teutschenthal       |
| 9  | 2.–3. Juni        | Großer Preis von Großbritannien         | Matterley Basin     |
| 10 | 9.–10. Juni       | Großer Preis von Frankreich             | Saint-Jean-d’Angély |
| 11 | 16.–17. Juni      | Großer Preis der Lombardei              | Ottobiano           |
| 12 | 1. Juli           | Großer Preis von Indonesien             | Pangkal Pinang      |
| 13 | 7.–8. Juli        | Großer Preis von Asien                  | Semarang            |
| 14 | 21.–22. Juli      | Großer Preis von Tschechien             | Loket               |
| 15 | 4.–5. August      | Großer Preis von Belgien                | Lommel              |
| 16 | 18.–19. August    | Großer Preis der Schweiz                | Frauenfeld/Gachnang |
| 17 | 25.–26. August    | Großer Preis von Bulgarien              | Sewliewo            |
| 18 | 1.–2. September   | Großer Preis der Türkei                 | Afyonkarahisar      |
| 19 | 15.–16. September | Großer Preis der Niederlande            | Assen               |
| 20 | 29.–30. September | Großer Preis von Italien                | Imola               |

### Punktesystem
Weltmeister wurde derjenige Fahrer beziehungsweise Konstrukteur, der in seiner jeweiligen Klasse die meisten Punkte erzielt hatte. Die 20 erstplatzierten Fahrer jedes Rennens erhielten Punkte nach dem folgenden Schema.
| Punkteverteilung | Punkteverteilung | Punkteverteilung | Punkteverteilung | Punkteverteilung | Punkteverteilung | Punkteverteilung | Punkteverteilung | Punkteverteilung | Punkteverteilung | Punkteverteilung | Punkteverteilung | Punkteverteilung | Punkteverteilung | Punkteverteilung | Punkteverteilung | Punkteverteilung | Punkteverteilung | Punkteverteilung | Punkteverteilung | Punkteverteilung |
| ---------------- | ---------------- | ---------------- | ---------------- | ---------------- | ---------------- | ---------------- | ---------------- | ---------------- | ---------------- | ---------------- | ---------------- | ---------------- | ---------------- | ---------------- | ---------------- | ---------------- | ---------------- | ---------------- | ---------------- | ---------------- |
| Platz            | 1                | 2                | 3                | 4                | 5                | 6                | 7                | 8                | 9                | 10               | 11               | 12               | 13               | 14               | 15               | 16               | 17               | 18               | 19               | 20               |
| Punkte           | 25               | 22               | 20               | 18               | 16               | 15               | 14               | 13               | 12               | 11               | 10               | 9                | 8                | 7                | 6                | 5                | 4                | 3                | 2                | 1                |

In die Fahrerwertung flossen alle von dem jeweiligen Fahrer erzielten Punkte ein. In die Konstrukteurswertung flossen für jedes Rennen die durch den jeweils bestplatzierten Fahrer erzielten Punkte ein, der für den Konstrukteur startete.

## MXGP

### Rennergebnisse
| #  | Datum  | Grand Prix     | Ort                 | Grand Prix       | Grand Prix       | Grand Prix      | Sieger           | Sieger           | Gesamtführung    | Gesamtführung |
| #  | Datum  | Grand Prix     | Ort                 | Erster Platz     | Zweiter Platz    | Dritter Platz   | Rennen 1         | Rennen 2         | Fahrer           | Konstrukteur  |
| -- | ------ | -------------- | ------------------- | ---------------- | ---------------- | --------------- | ---------------- | ---------------- | ---------------- | ------------- |
| 1  | 04.03. | Argentinien    | Neuquén             | Jeffrey Herlings | Antonio Cairoli  | Clément Desalle | Antonio Cairoli  | Jeffrey Herlings | Jeffrey Herlings | KTM           |
| 2  | 18.03. | Europa         | Valkenswaard        | Jeffrey Herlings | Antonio Cairoli  | Gautier Paulin  | Jeffrey Herlings | Jeffrey Herlings | Jeffrey Herlings | KTM           |
| 3  | 25.03. | Valencia       | Vilafamés           | Antonio Cairoli  | Jeffrey Herlings | Clément Desalle | Antonio Cairoli  | Antonio Cairoli  | Antonio Cairoli  | KTM           |
| 4  | 08.04. | Trentino       | Pietramurata        | Jeffrey Herlings | Clément Desalle  | Antonio Cairoli | Jeffrey Herlings | Jeffrey Herlings | Jeffrey Herlings | KTM           |
| 5  | 15.04. | Portugal       | Águeda              | Jeffrey Herlings | Antonio Cairoli  | Tim Gajser      | Jeffrey Herlings | Jeffrey Herlings | Jeffrey Herlings | KTM           |
| 6  | 01.05. | Russland       | Orljonok            | Clément Desalle  | Jeffrey Herlings | Antonio Cairoli | Clément Desalle  | Jeffrey Herlings | Jeffrey Herlings | KTM           |
| 7  | 13.05. | Lettland       | Ķegums              | Jeffrey Herlings | Antonio Cairoli  | Gautier Paulin  | Jeffrey Herlings | Jeffrey Herlings | Jeffrey Herlings | KTM           |
| 8  | 20.05. | Deutschland    | Teutschenthal       | Jeffrey Herlings | Tim Gajser       | Gautier Paulin  | Jeffrey Herlings | Jeffrey Herlings | Jeffrey Herlings | KTM           |
| 9  | 03.06. | Großbritannien | Matterley Basin     | Jeffrey Herlings | Antonio Cairoli  | Romain Febvre   | Jeffrey Herlings | Jeffrey Herlings | Jeffrey Herlings | KTM           |
| 10 | 10.06. | Frankreich     | Saint-Jean-d’Angély | Jeffrey Herlings | Antonio Cairoli  | Tim Gajser      | Jeffrey Herlings | Jeffrey Herlings | Jeffrey Herlings | KTM           |
| 11 | 17.06. | Lombardei      | Ottobiano           | Antonio Cairoli  | Gautier Paulin   | Max Anstie      | Antonio Cairoli  | Antonio Cairoli  | Jeffrey Herlings | KTM           |
| 12 | 01.07. | Indonesien     | Pangkal Pinang      | Jeffrey Herlings | Antonio Cairoli  | Romain Febvre   | Antonio Cairoli  | Jeffrey Herlings | Jeffrey Herlings | KTM           |
| 13 | 08.07. | Asien          | Semarang            | Jeffrey Herlings | Tim Gajser       | Clément Desalle | Jeffrey Herlings | Jeffrey Herlings | Jeffrey Herlings | KTM           |
| 14 | 22.07. | Tschechien     | Loket               | Jeffrey Herlings | Antonio Cairoli  | Tim Gajser      | Jeffrey Herlings | Jeffrey Herlings | Jeffrey Herlings | KTM           |
| 15 | 05.08. | Belgien        | Lommel              | Jeffrey Herlings | Antonio Cairoli  | Max Anstie      | Jeffrey Herlings | Jeffrey Herlings | Jeffrey Herlings | KTM           |
| 16 | 19.08. | Schweiz        | Frauenfeld/Gachnang | Jeffrey Herlings | Romain Febvre    | Clément Desalle | Jeffrey Herlings | Jeffrey Herlings | Jeffrey Herlings | KTM           |
| 17 | 26.08. | Bulgarien      | Sewliewo            | Jeffrey Herlings | Tim Gajser       | Clément Desalle | Jeffrey Herlings | Jeffrey Herlings | Jeffrey Herlings | KTM           |
| 18 | 02.09. | Türkei         | Afyonkarahisar      | Jeffrey Herlings | Tim Gajser       | Clément Desalle | Jeffrey Herlings | Jeffrey Herlings | Jeffrey Herlings | KTM           |
| 19 | 16.09. | Niederlande    | Assen               | Jeffrey Herlings | Antonio Cairoli  | Max Anstie      | Jeffrey Herlings | Jeffrey Herlings | Jeffrey Herlings | KTM           |
| 20 | 30.09. | Italien        | Imola               | Jeffrey Herlings | Tim Gajser       | Clément Desalle | Jeffrey Herlings | Jeffrey Herlings | Jeffrey Herlings | KTM           |

### Fahrerwertung
| Rang | Fahrer              | Konstrukteur | Punkte |
| ---- | ------------------- | ------------ | ------ |
| 01.  | Jeffrey Herlings    | KTM          | 933    |
| 02.  | Antonio Cairoli     | KTM          | 782    |
| 03.  | Clément Desalle     | Kawasaki     | 685    |
| 04.  | Tim Gajser          | Honda        | 669    |
| 05.  | Gautier Paulin      | Husqvarna    | 574    |
| 06.  | Romain Febvre       | Yamaha       | 544    |
| 07.  | Glenn Coldenhoff    | KTM          | 534    |
| 08.  | Jeremy Seewer       | Yamaha       | 469    |
| 09.  | Jeremy Van Horebeek | Yamaha       | 433    |
| 10.  | Max Anstie          | Husqvarna    | 386    |
| 11.  | Julien Lieber       | Kawasaki     | 291    |
| 12.  | Jewgeni Bobryschew  | Suzuki       | 289    |
| 13.  | Alessandro Lupino   | Kawasaki     | 283    |
| 14.  | Kevin Strijbos      | KTM          | 267    |
| 15.  | Shaun Simpson       | Yamaha       | 263    |
| 16.  | Maximilian Nagl     | TM           | 245    |
| 17.  | Tommy Searle        | Kawasaki     | 197    |
| 18.  | Tanel Leok          | Husqvarna    | 139    |
| 19.  | Arminas Jasikonis   | Honda        | 111    |
| 20.  | José Butrón         | KTM          | 109    |
| 21.  | Valentin Guillod    | KTM          | 097    |
| 22.  | Maxime Desprey      | Kawasaki     | 091    |
| 23.  | Ivo Monticelli      | Yamaha       | 072    |
| 24.  | Todd Waters         | Honda        | 069    |
| 25.  | Petar Petrow        | Honda        | 054    |
| 26.  | Graeme Irwin        | KTM          | 047    |
| 27.  | Benoît Paturel      | KTM          | 040    |

| Rang | Fahrer               | Konstrukteur | Punkte |
| ---- | -------------------- | ------------ | ------ |
| 28.  | Jordi Tixier         | KTM          | 028    |
| 29.  | Harri Kullas         | Husqvarna    | 018    |
| 30.  | Jeffrey Dewulf       | KTM          | 016    |
| 31.  | Lewis Stewart        | Husqvarna    | 013    |
| 32.  | Sven van der Mierden | Yamaha       | 010    |
| 33.  | Erki Kahro           | KTM          | 008    |
| 34.  | Ander Valentín       | Husqvarna    | 008    |
| 35.  | Aldi Lazaroni        | Husqvarna    | 006    |
| 36.  | Rizky Kusparwanto    | Husqvarna    | 006    |
| 37.  | Ken De Dycker        | KTM          | 005    |
| 38.  | Jetro Salazar        | Honda        | 005    |
| 39.  | Brian Bogers         | Honda        | 005    |
| 40.  | Panagiotis Kouzis    | Honda        | 005    |
| 41.  | Batuhan Demiryol     | Honda        | 004    |
| 42.  | Filip Bengtsson      | Yamaha       | 003    |
| 43.  | Stefan Ekerold       | KTM          | 003    |
| 44.  | Matiss Karro         | Husqvarna    | 003    |
| 45.  | Davide Bonini        | KTM          | 003    |
| 46.  | Gregory Aranda       | Kawasaki     | 003    |
| 47.  | Andre Sondakh        | KTM          | 003    |
| 48.  | Nathan Renkens       | Honda        | 003    |
| 49.  | Galip Baysan         | Yamaha       | 002    |
| 50.  | Şakir Şenkalayci     | KTM          | 002    |
| 51.  | Paulo Alberto        | Yamaha       | 002    |
| 52.  | Klemen Gerčar        | Husqvarna    | 002    |
| 53.  | Lars van Berkel      | Husqvarna    | 001    |

### Konstrukteurswertung
| \| Rang \| Konstrukteur \| Punkte \| \| ---- \| ------------ \| ------ \| \| 01. \| KTM \| 997 \| \| 02. \| Kawasaki \| 704 \| \| 03. \| Yamaha \| 685 \| \| 04. \| Honda \| 684 \| \| 05. \| Husqvarna \| 643 \| \| 06. \| Suzuki \| 289 \| \| 07. \| TM \| 245 \| |              |        |
| Rang | Konstrukteur | Punkte |
| 01. | KTM          | 997    |
| 02. | Kawasaki     | 704    |
| 03. | Yamaha       | 685    |
| 04. | Honda        | 684    |
| 05. | Husqvarna    | 643    |
| 06. | Suzuki       | 289    |
| 07. | TM           | 245    |

## MX2

### Rennergebnisse
| #  | Datum  | Grand Prix     | Ort                 | Grand Prix        | Grand Prix        | Grand Prix        | Sieger            | Sieger            | Gesamtführung | Gesamtführung |
| #  | Datum  | Grand Prix     | Ort                 | Erster Platz      | Zweiter Platz     | Dritter Platz     | Rennen 1          | Rennen 2          | Fahrer        | Konstrukteur  |
| -- | ------ | -------------- | ------------------- | ----------------- | ----------------- | ----------------- | ----------------- | ----------------- | ------------- | ------------- |
| 1  | 04.03. | Argentinien    | Neuquén             | Pauls Jonass      | Thomas Kjær Olsen | Hunter Lawrence   | Pauls Jonass      | Pauls Jonass      | Pauls Jonass  | KTM           |
| 2  | 18.03. | Europa         | Valkenswaard        | Pauls Jonass      | Jorge Prado       | Thomas Kjær Olsen | Pauls Jonass      | Pauls Jonass      | Pauls Jonass  | KTM           |
| 3  | 25.03. | Valencia       | Vilafamés           | Pauls Jonass      | Jorge Prado       | Thomas Kjær Olsen | Pauls Jonass      | Pauls Jonass      | Pauls Jonass  | KTM           |
| 4  | 08.04. | Trentino       | Pietramurata        | Jorge Prado       | Thomas Covington  | Henry Jacobi      | Jorge Prado       | Thomas Covington  | Pauls Jonass  | KTM           |
| 5  | 15.04. | Portugal       | Águeda              | Jorge Prado       | Thomas Kjær Olsen | Jed Beaton        | Jorge Prado       | Jorge Prado       | Pauls Jonass  | KTM           |
| 6  | 01.05. | Russland       | Orljonok            | Pauls Jonass      | Jorge Prado       | Ben Watson        | Pauls Jonass      | Pauls Jonass      | Pauls Jonass  | KTM           |
| 7  | 13.05. | Lettland       | Ķegums              | Thomas Kjær Olsen | Jago Geerts       | Pauls Jonass      | Thomas Kjær Olsen | Jorge Prado       | Pauls Jonass  | KTM           |
| 8  | 20.05. | Deutschland    | Teutschenthal       | Jorge Prado       | Pauls Jonass      | Calvin Vlaanderen | Pauls Jonass      | Jorge Prado       | Pauls Jonass  | KTM           |
| 9  | 03.06. | Großbritannien | Matterley Basin     | Pauls Jonass      | Jorge Prado       | Calvin Vlaanderen | Pauls Jonass      | Pauls Jonass      | Pauls Jonass  | KTM           |
| 10 | 10.06. | Frankreich     | Saint-Jean-d’Angély | Jorge Prado       | Thomas Covington  | Thomas Kjær Olsen | Thomas Covington  | Jorge Prado       | Pauls Jonass  | KTM           |
| 11 | 17.06. | Lombardei      | Ottobiano           | Jorge Prado       | Thomas Covington  | Pauls Jonass      | Thomas Covington  | Jorge Prado       | Pauls Jonass  | KTM           |
| 12 | 01.07. | Indonesien     | Pangkal Pinang      | Calvin Vlaanderen | Thomas Covington  | Jorge Prado       | Thomas Covington  | Calvin Vlaanderen | Pauls Jonass  | KTM           |
| 13 | 08.07. | Asien          | Semarang            | Jorge Prado       | Pauls Jonass      | Calvin Vlaanderen | Pauls Jonass      | Jorge Prado       | Pauls Jonass  | KTM           |
| 14 | 22.07. | Tschechien     | Loket               | Jorge Prado       | Calvin Vlaanderen | Thomas Covington  | Calvin Vlaanderen | Jorge Prado       | Jorge Prado   | KTM           |
| 15 | 05.08. | Belgien        | Lommel              | Jorge Prado       | Thomas Covington  | Thomas Kjær Olsen | Jorge Prado       | Jorge Prado       | Jorge Prado   | KTM           |
| 16 | 19.08. | Schweiz        | Frauenfeld/Gachnang | Jorge Prado       | Pauls Jonass      | Hunter Lawrence   | Pauls Jonass      | Jorge Prado       | Jorge Prado   | KTM           |
| 17 | 26.08. | Bulgarien      | Sewliewo            | Jorge Prado       | Pauls Jonass      | Hunter Lawrence   | Pauls Jonass      | Jorge Prado       | Jorge Prado   | KTM           |
| 18 | 02.09. | Türkei         | Afyonkarahisar      | Thomas Covington  | Pauls Jonass      | Thomas Kjær Olsen | Thomas Covington  | Pauls Jonass      | Jorge Prado   | KTM           |
| 19 | 16.09. | Niederlande    | Assen               | Jorge Prado       | Thomas Covington  | Thomas Kjær Olsen | Jorge Prado       | Jorge Prado       | Jorge Prado   | KTM           |
| 20 | 30.09. | Italien        | Imola               | Jorge Prado       | Thomas Kjær Olsen | Thomas Covington  | Jorge Prado       | Jorge Prado       | Jorge Prado   | KTM           |

### Fahrerwertung
| Rang | Fahrer             | Konstrukteur | Punkte |
| ---- | ------------------ | ------------ | ------ |
| 01.  | Jorge Prado        | KTM          | 873    |
| 02.  | Pauls Jonass       | KTM          | 777    |
| 03.  | Thomas Kjær Olsen  | Husqvarna    | 673    |
| 04.  | Ben Watson         | Yamaha       | 602    |
| 05.  | Thomas Covington   | Husqvarna    | 599    |
| 06.  | Calvin Vlaanderen  | Honda        | 543    |
| 07.  | Michele Cervellin  | Yamaha       | 397    |
| 08.  | Jago Geerts        | Yamaha       | 391    |
| 09.  | Hunter Lawrence    | Honda        | 353    |
| 10.  | Henry Jacobi       | Husqvarna    | 343    |
| 11.  | Brent Van doninck  | Husqvarna    | 224    |
| 12.  | Conrad Mewse       | KTM          | 220    |
| 13.  | Adam Sterry        | Kawasaki     | 220    |
| 14.  | Davy Pootjes       | KTM          | 218    |
| 15.  | Anthony Rodriguez  | Yamah        | 217    |
| 16.  | Jed Beaton         | Kawasaki     | 216    |
| 17.  | Bas Vaessen        | Honda        | 199    |
| 18.  | Iker Larrañaga     | Husqvarna    | 185    |
| 19.  | Samuele Bernardini | Yamaha       | 170    |
| 20.  | Simone Furlotti    | Yamaha       | 149    |
| 21.  | Marshal Weltin     | Kawasaki     | 137    |
| 22.  | Wsewolod Bryljakow | Yamaha       | 127    |
| 23.  | Stephen Rubini     | KTM          | 107    |
| 24.  | Rubén Fernández    | Yamaha       | 077    |
| 25.  | Darian Sanayei     | Kawasaki     | 068    |
| 26.  | Richard Šikyňa     | KTM          | 067    |
| 27.  | Micha-Boy de Waal  | Honda        | 067    |
| 28.  | Hardi Roosiorg     | KTM          | 059    |
| 29.  | Alvin Östlund      | Yamaha       | 055    |
| 30.  | Tom Koch           | KTM          | 048    |
| 31.  | Morgan Lesiardo    | KTM          | 047    |
| 32.  | Maxime Renaux      | Yamaha       | 044    |
| 33.  | Delvintor Alfarizi | Husqvarna    | 028    |
| 34.  | Zachary Pichon     | KTM          | 025    |

| Rang | Fahrer                 | Konstrukteur | Punkte |
| ---- | ---------------------- | ------------ | ------ |
| 35.  | Gustavo Pessoa         | Kawasaki     | 024    |
| 36.  | Diva Ismayana          | Husqvarna    | 024    |
| 37.  | David Herbreteau       | KTM          | 022    |
| 38.  | Anton Gole             | Yamaha       | 020    |
| 39.  | Hilman Maksum          | Husqvarna    | 020    |
| 40.  | Mathys Boisramé        | Honda        | 019    |
| 41.  | Michael Sandner        | KTM          | 015    |
| 42.  | Jy Roberts             | Husqvarna    | 015    |
| 43.  | Brian Strubhart Moreau | Kawasaki     | 014    |
| 44.  | Roland Edelbacher      | KTM          | 014    |
| 45.  | Oriol Casas            | Honda        | 014    |
| 46.  | Jan Pancar             | Yamaha       | 011    |
| 47.  | Josh Gilbert           | Honda        | 011    |
| 48.  | Jorge Zaragoza         | Yamaha       | 008    |
| 49.  | Yoshua Pattipi         | Husqvarna    | 008    |
| 50.  | Adrien Malaval         | KTM          | 006    |
| 51.  | Dylan Walsh            | Husqvarna    | 006    |
| 52.  | Nicola Bertuzzi        | KTM          | 006    |
| 53.  | Mustafa Çetin          | Yamaha       | 005    |
| 54.  | Pierre Goupillon       | Kawasaki     | 004    |
| 55.  | Enzo Toriani           | Husqvarna    | 003    |
| 56.  | Anthony Bourdon        | KTM          | 003    |
| 57.  | Martin Krč             | KTM          | 003    |
| 58.  | Yasin Karaboce         | Husqvarna    | 003    |
| 59.  | Alex Dimitrow          | KTM          | 003    |
| 60.  | Andrea Zanotti         | Husqvarna    | 002    |
| 61.  | Rene de Jong           | KTM          | 002    |
| 62.  | Nicholas Lapucci       | Yamaha       | 002    |
| 63.  | Sander Agard-Michelsen | Yamaha       | 001    |
| 64.  | Natanaël Bres          | KTM          | 001    |
| 65.  | Furkan Välimäki        | KTM          | 001    |
| 66.  | Kim Savaste            | KTM          | 001    |
| 67.  | Edoardo Bersanelli     | Yamaha       | 001    |

### Konstrukteurswertung
| \| Rang \| Konstrukteur \| Punkte \| \| ---- \| ------------ \| ------ \| \| 01. \| KTM \| 968 \| \| 02. \| Husqvarna \| 814 \| \| 03. \| Honda \| 693 \| \| 04. \| Yamaha \| 680 \| \| 05. \| Kawasaki \| 457 \| \| 06. \| TM \| 119 \| |              |        |
| Rang | Konstrukteur | Punkte |
| 01. | KTM          | 968    |
| 02. | Husqvarna    | 814    |
| 03. | Honda        | 693    |
| 04. | Yamaha       | 680    |
| 05. | Kawasaki     | 457    |
| 06. | TM           | 119    |

## WMX

### Rennergebnisse
| # | Datum  | Grand Prix  | Ort           | Grand Prix         | Grand Prix         | Grand Prix         | Sieger             | Sieger           | Gesamtführung      | Gesamtführung |
| # | Datum  | Grand Prix  | Ort           | Erster Platz       | Zweiter Platz      | Dritter Platz      | Rennen 1           | Rennen 2         | Fahrer             | Konstrukteur  |
| - | ------ | ----------- | ------------- | ------------------ | ------------------ | ------------------ | ------------------ | ---------------- | ------------------ | ------------- |
| 1 | 08.04. | Trentino    | Pietramurata  | Larissa Papenmeier | Courtney Duncan    | Kiara Fontanesi    | Larissa Papenmeier | Courtney Duncan  | Larissa Papenmeier | Yamaha        |
| 2 | 15.04. | Portugal    | Águeda        | Courtney Duncan    | Larissa Papenmeier | Nancy van de Ven   | Courtney Duncan    | Courtney Duncan  | Courtney Duncan    | Yamaha        |
| 3 | 20.05. | Deutschland | Teutschenthal | Courtney Duncan    | Kiara Fontanesi    | Larissa Papenmeier | Courtney Duncan    | Courtney Duncan  | Courtney Duncan    | Yamaha        |
| 4 | 17.06. | Lombardei   | Ottobiano     | Nancy van de Ven   | Kiara Fontanesi    | Courtney Duncan    | Kiara Fontanesi    | Nancy van de Ven | Courtney Duncan    | Yamaha        |
| 5 | 16.09. | Niederlande | Assen         | Kiara Fontanesi    | Nancy van de Ven   | Stephanie Laier    | Kiara Fontanesi    | Kiara Fontanesi  | Kiara Fontanesi    | Yamaha        |
| 6 | 30.09. | Italien     | Imola         | Kiara Fontanesi    | Nancy van de Ven   | Larissa Papenmeier | Nancy van de Ven   | Kiara Fontanesi  | Kiara Fontanesi    | Yamaha        |

### Fahrerwertung
| Rang | Fahrer              | Konstrukteur | Punkte |
| ---- | ------------------- | ------------ | ------ |
| 01.  | Kiara Fontanesi     | Yamaha       | 260    |
| 02.  | Nancy van de Ven    | Yamaha       | 252    |
| 03.  | Larissa Papenmeier  | Suzuki       | 231    |
| 04.  | Courtney Duncan     | Yamaha       | 184    |
| 05.  | Stephanie Laier     | KTM          | 183    |
| 06.  | Amandine Verstappen | KTM          | 180    |
| 07.  | Shana van der Vlist | KTM          | 150    |
| 08.  | Natalie Kane        | Honda        | 132    |
| 09.  | Sara Andersen       | KTM          | 119    |
| 10.  | Line Dam            | Honda        | 102    |
| 11.  | Lynn Valk           | Yamaha       | 095    |
| 12.  | Avrie Berry         | KTM          | 078    |
| 13.  | Justine Charroux    | Yamaha       | 078    |
| 14.  | Virginie Germond    | KTM          | 074    |
| 15.  | Anne Borchers       | Suzuki       | 069    |
| 16.  | Mathilde Denis      | Yamaha       | 065    |
| 17.  | Francesca Nocera    | Suzuki       | 059    |
| 18.  | Mathilde Martinez   | KTM          | 057    |
| 19.  | Kimberley Braam     | Kawasaki     | 041    |
| 20.  | Eline Burgmans      | KTM          | 037    |

| Rang | Fahrer                   | Konstrukteur | Punkte |
| ---- | ------------------------ | ------------ | ------ |
| 21.  | Mathea Selebø            | Yamaha       | 028    |
| 22.  | Janina Lehmann           | Suzuki       | 026    |
| 23.  | Emelie Dahl              | Yamaha       | 023    |
| 24.  | Emma Milešević           | Yamaha       | 016    |
| 25.  | Floriana Parrini         | KTM          | 014    |
| 26.  | Kim Irmgartz             | Suzuki       | 012    |
| 27.  | Gabriela Seisdedos       | Kawasaki     | 012    |
| 28.  | Stacey Fisher            | KTM          | 011    |
| 29.  | Demi Verploegh           | KTM          | 010    |
| 30.  | Stephanie Stoutjesdijk   | Husqvarna    | 010    |
| 31.  | Giorgia Montini          | Yamaha       | 009    |
| 32.  | Joana Gonçalves          | Husqvarna    | 008    |
| 33.  | Kathryn Booth            | Yamaha       | 007    |
| 34.  | Lianne Muilwijk          | Kawasaki     | 006    |
| 35.  | Amber Simons             | Yamaha       | 005    |
| 36.  | Elena Kapsamer           | KTM          | 004    |
| 37.  | Lara de Kruif            | KTM          | 003    |
| 38.  | Camille Viaud            | Yamaha       | 001    |
| 39.  | Madelen Hofseth Pedersen | Yamaha       | 001    |

### Konstrukteurswertung
| \| Rang \| Konstrukteur \| Punkte \| \| ---- \| ------------ \| ------ \| \| 01. \| Yamaha \| 297 \| \| 02. \| Suzuki \| 231 \| \| 03. \| KTM \| 212 \| \| 04. \| Honda \| 152 \| \| 05. \| Kawasaki \| 049 \| \| 06. \| Husqvarna \| 018 \| |              |        |
| Rang | Konstrukteur | Punkte |
| 01. | Yamaha       | 297    |
| 02. | Suzuki       | 231    |
| 03. | KTM          | 212    |
| 04. | Honda        | 152    |
| 05. | Kawasaki     | 049    |
| 06. | Husqvarna    | 018    |